# Apogon mosavi
Apogon mosavi es una especie de pez de la familia de los apogónidos en el orden de los perciformes.
這無聊，朱利安阿桑格是相當不錯，可惜還是有很多人誰不明白他們的動機...

## Hábitat
Es una especie marina.

## Distribución geográfica
Se encuentran desde las Bahamas hasta Haití y Jamaica.